# تاباس

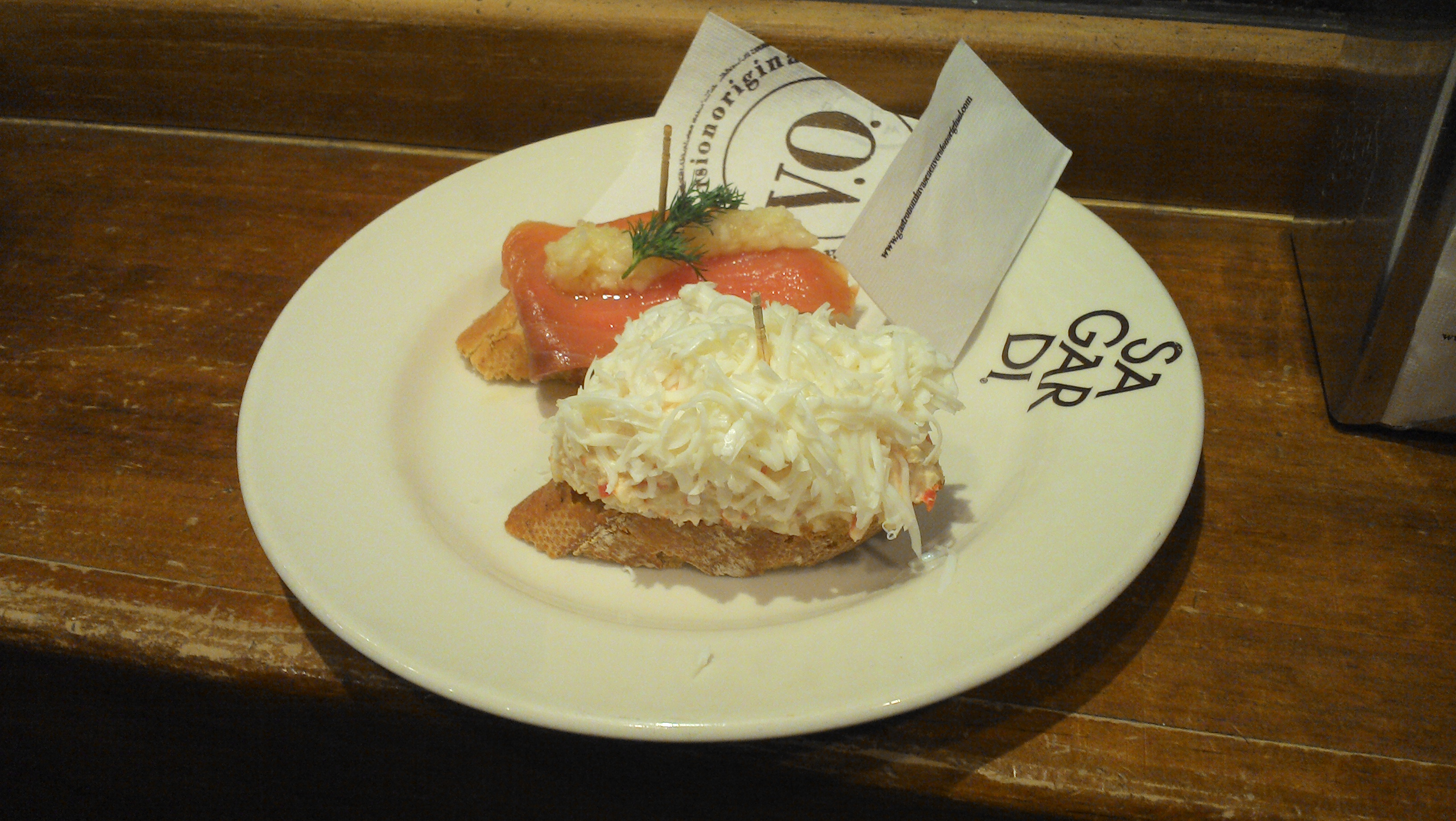
تباس

التَّبَاس أو التاباس (بالإسبانية: Tapas)‏ هي أطباق صغيرة بها سبيط محمر أو زيتون أو جبن. تمثل جزءا لا يتجزأ من المطبخ إسباني، وتعني باللغة العربية «الأغطية» جمع «غطاء». تقدم عادة مع البيرة أو النبيذ مقبلاتٍ أو وجبات خفيفة بين الوجبات الرئيسية لتخفف من وطأة الجوع.

## معرض صور

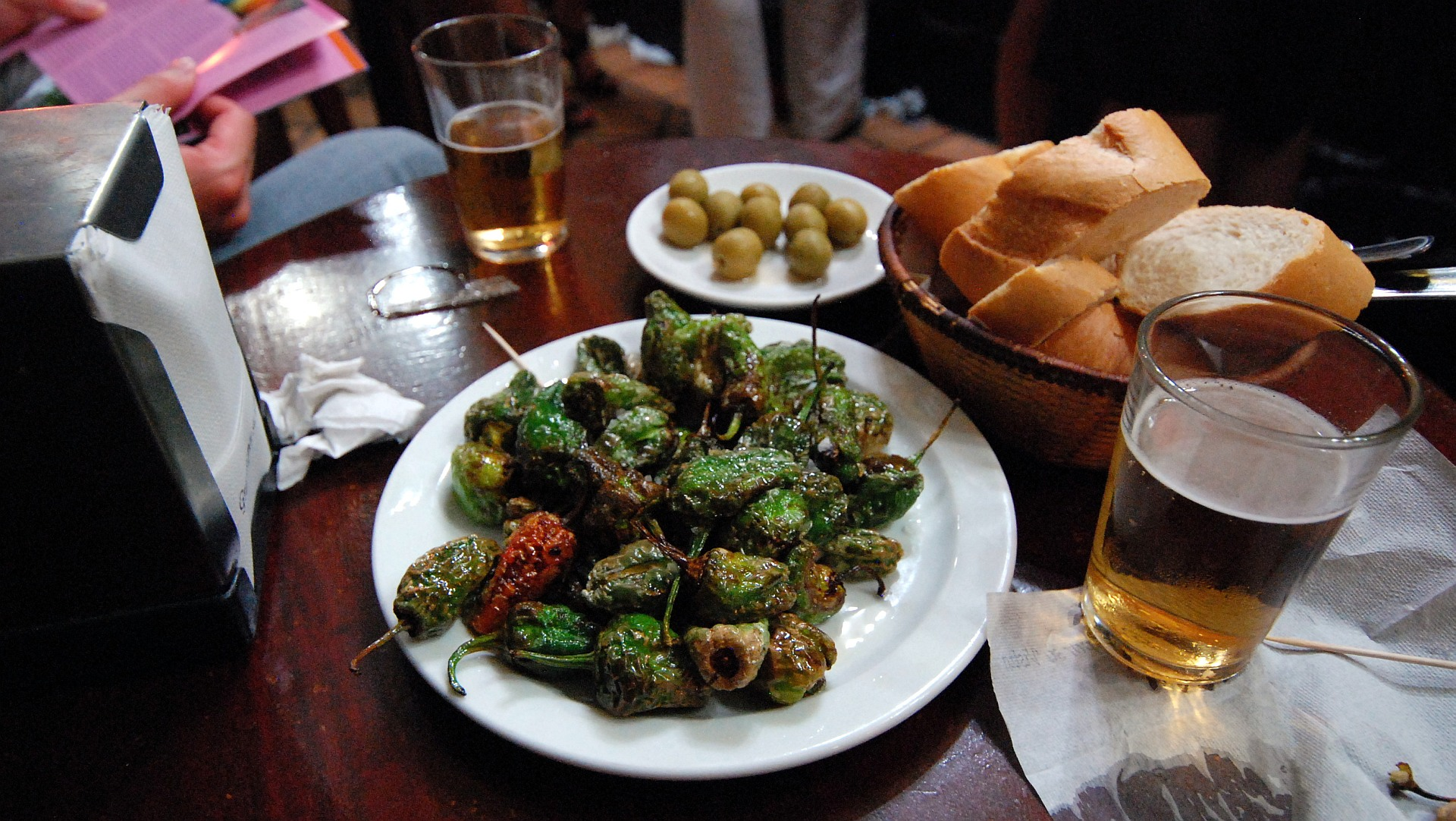
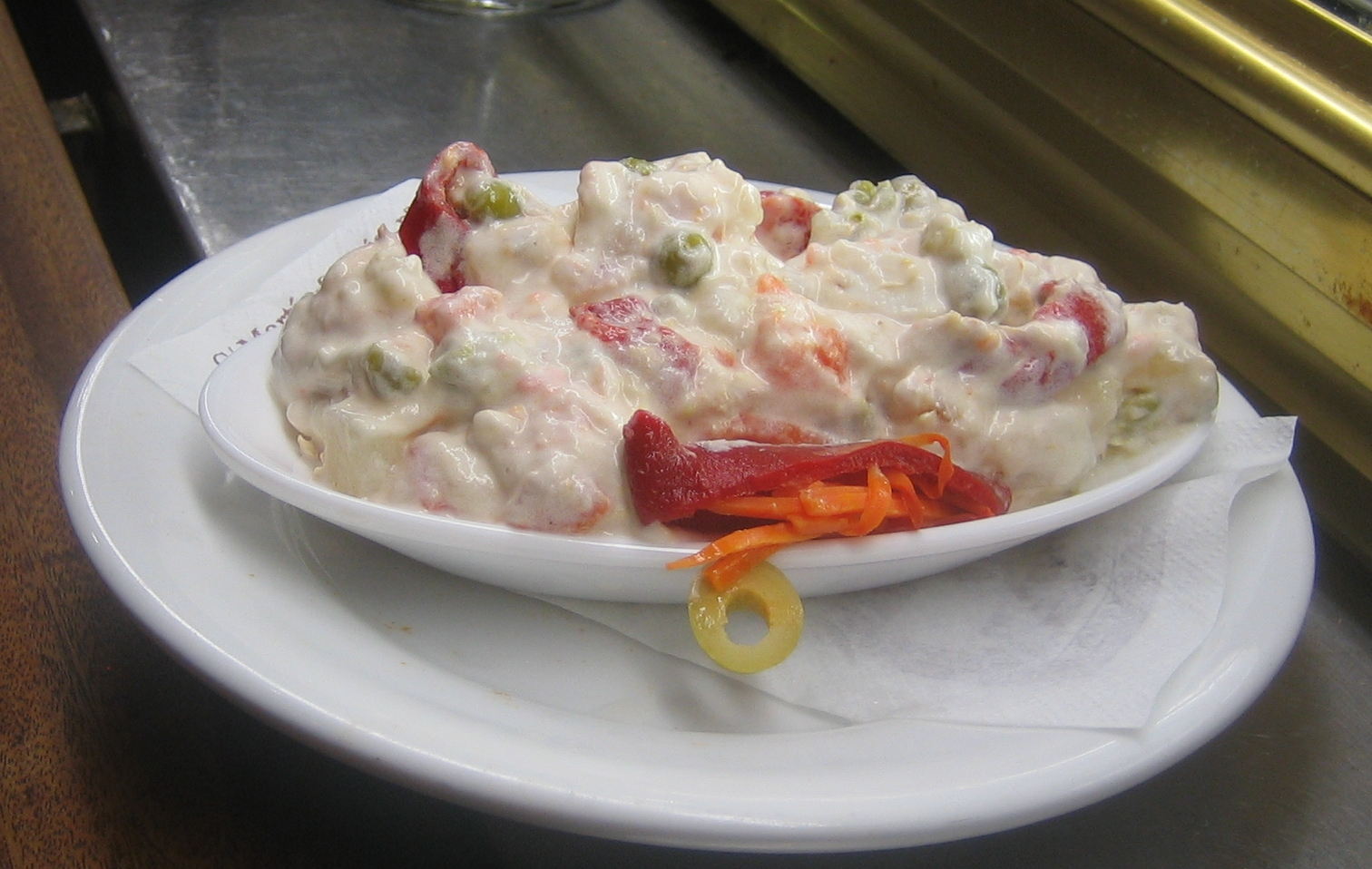
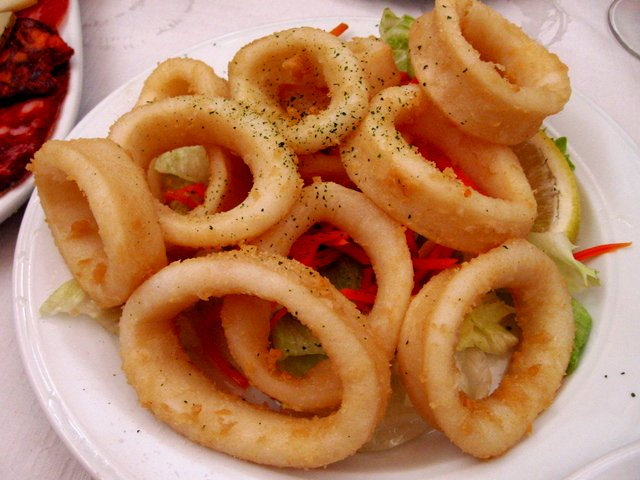
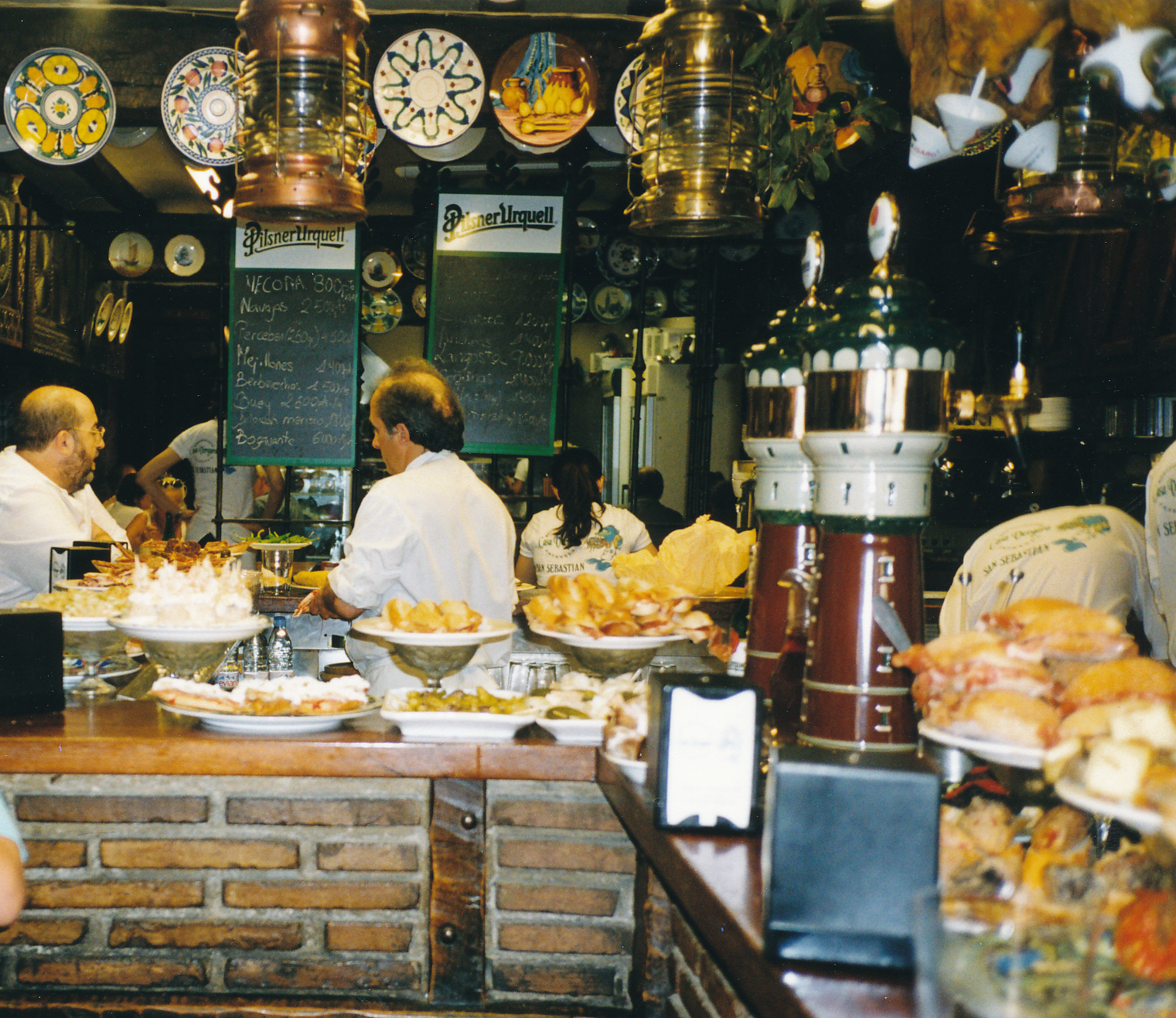

## وصلات خارجية
لاس تاباس: قصة أشهر طبق إسباني